# Компажув
Компажув (пол. Komparzów) — село в Польщі, у гміні Ключевсько Влощовського повіту Свентокшиського воєводства.
Населення — 184 особи (2011).
У 1975-1998 роках село належало до Пйотрковського воєводства.

## Демографія
Демографічна структура на день 31 березня 2011 року:
|          | Загалом | Допрацездатний вік | Працездатний вік | Постпрацездатний вік |
| -------- | ------- | ------------------ | ---------------- | -------------------- |
| Чоловіки | 91      | 18                 | 65               | 8                    |
| Жінки    | 93      | 16                 | 51               | 26                   |
| Разом    | 184     | 34                 | 116              | 34                   |